# Biaro
Biaro, en indonésien Pulau Biaro, est une île d'Indonésie située dans les îles Sangihe, entre Sulawesi et les Philippines.